# 新疆假龙胆
新疆假龙胆（学名：Gentianella turkestanorum）为龙胆科假龙胆属下的一个种。

## 扩展阅读
- 維基物種上的相關：新疆假龙胆